# Imset
Imset (Imsety) je egipatski bog podzemlja i smrti, s ljudskom glavom. On je jedan od četvorice Horusovih sinova. Braća su mu Hapi, Duamutef i Kebehsenuef. Svojim licem podsjeća na Ozirisa, svog djeda. Imsetov lik bio je čest na kanopama.

## Vanjske poveznice
|  | Zajednički poslužitelj ima još gradiva o temi Imset |